# Dasychira grandidieri
Dasychira grandidieri är en fjärilsart som beskrevs av Butler 1882. Dasychira grandidieri ingår i släktet Dasychira och familjen tofsspinnare. Inga underarter finns listade i Catalogue of Life.